# Fluoruro de estaño(II)
El fluoruro de estaño(II) es un compuesto químico de aspecto sólido e incoloro usado como ingrediente en pastas dentales que suelen ser más caras que las que utilizan fluoruro de sodio. El fluoruro de estaño convierte el calcio mineral apatita en fluorapatita, lo que hace al esmalte de los dientes más resistentes a los ataques con ácido de las bacterias generadas. En las pastas de dientes que contienen minerales de calcio, el fluoruro de sodio se vuelve ineficaz con el tiempo, mientras que el fluoruro de estaño sigue siendo eficaz en el fortalecimiento de esmalte de los dientes.[3] El fluoruro de estaño ha demostrado ser más eficiente que el fluoruro de sodio en la reducción de la incidencia de la caries dental[4] y en el control de la gingivitis.

## Estructura
La forma monoclínica contiene tetrámeros, Sn₄F₈, en la que se encuentran dos ambientes de coordinación diferentes para los átomos de Sn. En cada caso, hay tres vecinos más cercanos, con Sn en el ápice de una pirámide trigonal, y el par de electrones estéricamente activos.

## Preparación
Se puede preparar mediante la evaporación de una solución de SnO en 40% de HF (fluoruro de hidrógeno).

## Soluciones acuosas
Es fácilmente soluble en agua, hidrolizándose. Las soluciones acuosas se oxidan fácilmente para formar precipitados insolubles de SnIV, que son ineficaces como profiláctico dental. los estudios de la oxidación mediante la espectroscopia Mössbauer en muestras congeladas sugiere que O2 es la especie oxidante en estos procesos.